# San Fedele (Radda in Chianti)
San Fedele (già Paterno del Chianti) è una frazione del comune italiano di Radda in Chianti, nella provincia di Siena, in Toscana.

## Storia
Il borgo di Paterno è ricordato per la prima volta nel 1203 nel lodo di Poggibonsi, con il quale si stabilivano i confini tra lo Stato di Firenze e quello di Siena. Il raccolto abitato si sviluppava intorno alla pieve di San Fedele, edificio di culto che assunse una certa importanza tra il XVI e il XVIII secolo.
Nel 1833 San Fedele a Paterno contava 305 abitanti. In seguito, il fenomeno dello spopolamento portò al progressivo abbandono del borgo nella seconda metà del XX secolo.
Nel 2007 il borgo di San Fedele è stato restaurato e destinato a fini turistico-alberghieri.

## Monumenti e luoghi d'interesse

### Pieve di San Fedele a Paterno
Al centro del borgo sorge la pieve di San Fedele a Paterno, storico edificio di culto della frazione, oggi sconsacrata. Ricordata per la prima volta nel 1223, è citata nel 1226 e nel 1227 per alcune donazioni di terreni effettuate al comune di Siena. Nel 1410 è menzionata come canonica, poi come prioria nel 1592, anno in cui fu compresa nella neo-istituita diocesi di Colle di Val d'Elsa. Sotto il patronato della famiglia Cerchi di Firenze tra il XVII e il XIX secolo, la chiesa fu prima elevata a pieve nel 1660, poi ulteriormente innalzata a propositura nel 1774. A partire dalla fine del XVIII secolo, la chiesa subì una serie di interventi di ristrutturazione che ne modificarono sostanzialmente l'aspetto, sia dell'esterno sia dell'interno, da romanico a barocco. Sconsacrata alla fine del XX secolo, è stata restaurata e destinata a fini ricettivi nel 2007. All'interno si conservano alcuni frammenti di affreschi della fine del XVIII secolo.

### Siti archeologici
Sulla collina di fronte a San Fedele, durante una campagna di scavi condotta nel 1970 da Alfonz Lengyel e George T. B. Radan, furono rinvenuti i resti di un castelliere fortificato con muri a secco disposti a cerchi concentrici, al cui interno erano situate delle tombe a fossa in lastroni di pietra. Nei pressi si trovano alcune strutture murarie circolari in pietra, forse fondi di capanne, databili al V secolo a.C..

## Geografia antropica
La frazione di San Fedele confina con quella di Palagio, e comprende anche le località di Casanova di San Fedele, Livernano e Terrabianca. In località Terrabianca si trova l'oratorio dell'Annunziatina, mentre Livernano conserva l'antico borgo risalente all'XI secolo con la chiesetta di Sant'Andrea.